# آرتائوس
آرتائوس (زبان یونانی: Ἀρεταῖος؛ ۱ ژانویهٔ ۰۱۰۰ – ۱ ژانویهٔ ۰۲۰۰) پزشک اهل روم باستان بود.
او از پزشکان مطرح یونان باستان است اما با این حال جزئیات کمی در این مورد مشخص شده‌است. وی احتمالاً بومی یا حداقل یک شهروند کاپادوکیه در آناتولی (ترکیهٔ کنونی) بوده‌است و به احتمال زیاد پس از قرن اول میلادی (۱۳۰–۱۴۰ میلادی) زندگی می‌کرده‌است.